# نیو دراپ
«نیو دراپ» (به انگلیسی: New Drop) ترانه‌ای از رپر و خوانندهٔ آمریکایی دان تالیور می‌باشد که در ۱۴ ژوئن سال ۲۰۲۴ از سوی کاکتوس جک و آتلانتیک رکوردز به‌عنوان قطعه‌ای از چهارمین آلبوم استودیویی وی تحت عنوان روانی هاردستون منتشر گردید. این ترانه چند ماه پس از انتشار به محبوبیت در سطح جریان اصلی دست یافت زیرا در پس‌زمینهٔ کلی از ویدئوهای سکوی برخط ویدئو تیک‌تاک پخش می‌شد.